# Quercus merrillii
Espèce
Synonymes
- Cyclobalanopsis merrillii (Seemen) Schottky[2]

Quercus merrillii est une espèce d'arbustes de la famille des Fagaceae, du sous-genre Cyclobalanopsis. L'espèce est présente à Bornéo et sur l'île de Palawan dans le sud-ouest des Philippines.
Cet arbuste peut atteindre 2 mètres de haut. Ses rameaux sont brun foncé, les feuilles étroites et ovoïdes mesurent de 2 à 4 cm de long sur 14 à 2 cm de large. Les fleurs ont trois 
styles de 1 à 2 cm de long, leurs inflorescences laineuses sont de couleur brun doré. Les glands ovoïdes et bruns mesurent 2 cm de long ; leurs cupules comportent 7 à 8 anneaux denticulés.
Il a été décrit par Karl Otto von Seemen en 1908 dans son Repertorium specierum novarum regni vegetabilis, et nommé en l'honneur du botaniste américain Elmer Drew Merrill.